# Liste der Bodendenkmäler in Seubersdorf in der Oberpfalz
Auf dieser Seite sind die Bodendenkmäler in der Oberpfälzer Gemeinde Seubersdorf in der Oberpfalz zusammengestellt. Diese Tabelle ist eine Teilliste der Liste der Bodendenkmäler in Bayern. Grundlage ist die Bayerische Denkmalliste, die auf Basis des Bayerischen Denkmalschutzgesetzes vom 1. Oktober 1973 erstmals erstellt wurde und seither durch das Bayerische Landesamt für Denkmalpflege geführt wird. Die folgenden Angaben ersetzen nicht die rechtsverbindliche Auskunft der Denkmalschutzbehörde.

## Bodendenkmäler der Gemeinde Seubersdorf in der Oberpfalz

### Gemarkung Batzhausen
| Lage                                               | Objekt | Akten-Nr.     | Bild |
| -------------------------------------------------- | --- | ------------- | ---- |
| Batzhausen Seubersdorf in der Oberpfalz (Standort) | Vorgeschichtlicher Bestattungsplatz mit verebneten Grabhügeln. | D-3-6735-0005 |      |
| Batzhausen Seubersdorf in der Oberpfalz (Standort) | Mesolithische Freilandstation. | D-3-6735-0006 |      |
| Batzhausen Seubersdorf in der Oberpfalz (Standort) | Bestattungsplatz der Bronzezeit mit Grabhügeln. | D-3-6835-0029 |      |
| Batzhausen Seubersdorf in der Oberpfalz (Standort) | Archäologische Befunde des Mittelalters und der frühen Neuzeit im Bereich der Katholischen Pfarrkirche St. Johann Baptist in Batzhausen, darunter die Spuren von Vorgängerbauten bzw. älterer Bauphasen. | D-3-6835-0075 |      |
| Batzhausen Seubersdorf in der Oberpfalz (Standort) | Archäologische Befunde des mittelalterlichen Adelssitzes und des abgegangenen frühneuzeitlichen Schlosses von Batzhausen.                                                                                | D-3-6835-0076 |      |
| Batzhausen Seubersdorf in der Oberpfalz (Standort) | Archäologische Befunde des Mittelalters und der frühen Neuzeit im Bereich der Katholischen Filialkirche St. Leonhard in Waldhausen, darunter die Spuren von Vorgängerbauten bzw. älterer Bauphasen.      | D-3-6835-0083 |      |
| Batzhausen Seubersdorf in der Oberpfalz (Standort) | Siedlung der Latènezeit. | D-3-6835-0156 |      |

### Gemarkung Daßwang
| Lage                                            | Objekt | Akten-Nr.     | Bild |
| ----------------------------------------------- | --- | ------------- | ---- |
| Daßwang Seubersdorf in der Oberpfalz (Standort) | Vorgeschichtlicher Bestattungsplatz mit Grabhügeln. | D-3-6835-0032 |      |
| Daßwang Seubersdorf in der Oberpfalz (Standort) | Vorgeschichtlicher Bestattungsplatz mit Grabhügeln. | D-3-6835-0033 |      |
| Daßwang Seubersdorf in der Oberpfalz (Standort) | Bestattungsplatz der Bronzezeit und der Frühlatènezeit mit Grabhügeln. | D-3-6835-0034 |      |
| Daßwang Seubersdorf in der Oberpfalz (Standort) | Archäologische Befunde des Mittelalters und der frühen Neuzeit im Bereich der Katholischen Pfarrkirche Mariä Aufnahme in den Himmel in Daßwang, darunter die Spuren von Vorgängerbauten bzw. älterer Bauphasen. | D-3-6835-0080 |      |
| Daßwang Seubersdorf in der Oberpfalz (Standort) | Vorgeschichtlicher Bestattungsplatz mit Grabhügeln. | D-3-6835-0159 |      |
| Daßwang Seubersdorf in der Oberpfalz (Standort) | Bestattungsplatz der Hallstattzeit. | D-3-6836-0022 |      |
| Daßwang Seubersdorf in der Oberpfalz (Standort) | Vorgeschichtlicher Bestattungsplatz mit verebneten Grabhügeln. | D-3-6836-0023 |      |
| Daßwang Seubersdorf in der Oberpfalz (Standort) | Vorgeschichtlicher Bestattungsplatz mit verebneten Grabhügeln. | D-3-6836-0024 |      |
| Daßwang Seubersdorf in der Oberpfalz (Standort) | Mesolithische Freilandstation. | D-3-6836-0025 |      |
| Daßwang Seubersdorf in der Oberpfalz (Standort) | Mesolithische Freilandstation, Siedlung der Latènezeit. | D-3-6836-0026 |      |
| Daßwang Seubersdorf in der Oberpfalz (Standort) | Vorgeschichtlicher Bestattungsplatz mit Grabhügel. | D-3-6836-0257 |      |
| Daßwang Seubersdorf in der Oberpfalz (Standort) | Vorgeschichtlicher Bestattungsplatz mit Grabhügel. | D-3-6836-0258 |      |
| Daßwang Seubersdorf in der Oberpfalz (Standort) | Vorgeschichtlicher Bestattungsplatz mit Grabhügel. | D-3-6836-0259 |      |
| Daßwang Seubersdorf in der Oberpfalz (Standort) | Vorgeschichtlicher Bestattungsplatz mit Grabhügeln. | D-3-6836-0260 |      |

### Gemarkung Eichenhofen
| Lage                                                | Objekt | Akten-Nr.     | Bild |
| --------------------------------------------------- | --- | ------------- | ---- |
| Eichenhofen Seubersdorf in der Oberpfalz (Standort) | Archäologische Befunde des Mittelalters und der frühen Neuzeit im Bereich der Katholischen Pfarrkirche St. Nikolaus in Eichenhofen, darunter die Spuren von Vorgängerbauten bzw. älterer Bauphasen. | D-3-6835-0042 |      |
| Eichenhofen Seubersdorf in der Oberpfalz (Standort) | Höhensiedlungen der Chamer Kultur und der Urnenfelderzeit, archäologische Befunde im Bereich der mittelalterlichen Burgruine Adelburg.                                                              | D-3-6835-0044 |      |
| Eichenhofen Seubersdorf in der Oberpfalz (Standort) | Siedlung der Urnenfelderzeit. | D-3-6835-0157 |      |
| Eichenhofen Seubersdorf in der Oberpfalz (Standort) | Vorgeschichtlicher Bestattungsplatz mit Grabhügeln. | D-3-6836-0028 |      |
| Eichenhofen Seubersdorf in der Oberpfalz (Standort) | Vorgeschichtliche Siedlung. | D-3-6836-0029 |      |

### Gemarkung Ittelhofen
| Lage                                               | Objekt | Akten-Nr.     | Bild |
| -------------------------------------------------- | --- | ------------- | ---- |
| Ittelhofen Seubersdorf in der Oberpfalz (Standort) | Vorgeschichtlicher Bestattungsplatz mit Grabhügeln. | D-3-6835-0036 |      |
| Ittelhofen Seubersdorf in der Oberpfalz (Standort) | Vorgeschichtlicher Bestattungsplatz mit Grabhügeln. | D-3-6835-0037 |      |
| Ittelhofen Seubersdorf in der Oberpfalz (Standort) | Vorgeschichtlicher Bestattungsplatz mit Grabhügeln. | D-3-6835-0038 |      |
| Ittelhofen Seubersdorf in der Oberpfalz (Standort) | Vorgeschichtlicher Bestattungsplatz mit Grabhügeln. | D-3-6835-0039 |      |
| Ittelhofen Seubersdorf in der Oberpfalz (Standort) | Vorgeschichtlicher Bestattungsplatz mit Grabhügeln. | D-3-6835-0040 |      |
| Ittelhofen Seubersdorf in der Oberpfalz (Standort) | Vorgeschichtlicher Bestattungsplatz mit Grabhügeln. | D-3-6835-0041 |      |
| Ittelhofen Seubersdorf in der Oberpfalz (Standort) | Archäologische Befunde des abgegangenen frühneuzeitlichen Schlosses von Ittelhofen, zuvor mittelalterliche Burg. | D-3-6835-0065 |      |
| Ittelhofen Seubersdorf in der Oberpfalz (Standort) | Archäologische Befunde des Mittelalters und der frühen Neuzeit im Bereich der Katholischen Pfarr- und Wallfahrtskirche St. Peter und Paul in Waldkirchen, darunter die Spuren von Vorgängerbauten bzw. älterer Bauphasen.                | D-3-6835-0086 |      |
| Ittelhofen Seubersdorf in der Oberpfalz (Standort) | Archäologische Befunde des Mittelalters und der frühen Neuzeit im Bereich der Katholischen Filialkirche und ehemalige Schloss- bzw. Burgkapelle St. Jakob in Ittelhofen, darunter die Spuren von Vorgängerbauten bzw. älterer Bauphasen. | D-3-6835-0099 |      |
| Ittelhofen Seubersdorf in der Oberpfalz (Standort) | Vorgeschichtlicher Bestattungsplatz mit Grabhügeln. | D-3-6835-0160 |      |
| Ittelhofen Seubersdorf in der Oberpfalz (Standort) | Vorgeschichtlicher Bestattungsplatz mit Grabhügel. | D-3-6835-0161 |      |

### Gemarkung Schnufenhofen
| Lage                                                  | Objekt | Akten-Nr.     | Bild |
| ----------------------------------------------------- | --- | ------------- | ---- |
| Schnufenhofen Seubersdorf in der Oberpfalz (Standort) | Vorgeschichtlicher Bestattungsplatz mit verebneten Grabhügeln. | D-3-6835-0045 |      |
| Schnufenhofen Seubersdorf in der Oberpfalz (Standort) | Archäologische Befunde des Mittelalters und der frühen Neuzeit im Bereich der Katholischen Filialkirche St. Bonifatius in Schnufenhofen, darunter die Spuren von Vorgängerbauten bzw. älterer Bauphasen. | D-3-6835-0068 |      |

### Gemarkung Seubersdorf i.d.OPf.
| Lage                                                         | Objekt | Akten-Nr.     | Bild |
| ------------------------------------------------------------ | --- | ------------- | ---- |
| Seubersdorf i.d.OPf. Seubersdorf in der Oberpfalz (Standort) | Bestattungsplatz der Hallstattzeit mit teils verebneten Grabhügeln. | D-3-6835-0031 |      |
| Seubersdorf i.d.OPf. Seubersdorf in der Oberpfalz (Standort) | Archäologische Befunde der abgegangenen frühneuzeitlichen Wallfahrtskirche St. Walburga bei Seubersdorf. | D-3-6835-0069 |      |
| Seubersdorf i.d.OPf. Seubersdorf in der Oberpfalz (Standort) | Archäologische Befunde des Mittelalters und der frühen Neuzeit im Bereich der Katholischen Filialkirche St. Maria und Katharina in Krappenhofen, darunter die Spuren von Vorgängerbauten bzw. älterer Bauphasen. | D-3-6835-0070 |      |
| Seubersdorf i.d.OPf. Seubersdorf in der Oberpfalz (Standort) | Archäologische Befunde der frühen Neuzeit im Bereich der Katholischen Nebenkirche St. Maria in Seubersdorf, darunter die Spuren von Vorgängerbauten bzw. älterer Bauphasen.                                      | D-3-6835-0071 |      |
| Seubersdorf i.d.OPf. Seubersdorf in der Oberpfalz (Standort) | Bestattungsplatz der Bronzezeit, der Hallstattzeit und der Frühlatènezeit mit verebneten Grabhügeln. | D-3-6836-0021 |      |

### Gemarkung Thann
| Lage                      | Objekt                                                                           | Akten-Nr.     | Bild |
| ------------------------- | -------------------------------------------------------------------------------- | ------------- | ---- |
| Thann Berching (Standort) | Bestattungsplatz der Bronzezeit und der Hallstattzeit mit verebneten Grabhügeln. | D-3-6835-0017 |      |

### Gemarkung Wissing
| Lage                                            | Objekt | Akten-Nr.     | Bild |
| ----------------------------------------------- | --- | ------------- | ---- |
| Wissing Seubersdorf in der Oberpfalz (Standort) | Vorgeschichtlicher Bestattungsplatz mit Grabhügeln. | D-3-6835-0035 |      |
| Wissing Seubersdorf in der Oberpfalz (Standort) | Mittelalterlicher Burgstall. | D-3-6835-0047 |      |
| Wissing Seubersdorf in der Oberpfalz (Standort) | Archäologische Befunde des mittelalterlichen und frühneuzeitlichen Adelssitzes Grünstein in Wissing.                                                                                                 | D-3-6835-0048 |      |
| Wissing Seubersdorf in der Oberpfalz (Standort) | Vorgeschichtlicher Bestattungsplatz mit Grabhügeln. | D-3-6835-0049 |      |
| Wissing Seubersdorf in der Oberpfalz (Standort) | Archäologische Befunde des Mittelalters und der frühen Neuzeit im Bereich der Katholischen Pfarrkirche Mariä Himmelfahrt in Wissing, darunter die Spuren von Vorgängerbauten bzw. älterer Bauphasen. | D-3-6835-0090 |      |
| Wissing Seubersdorf in der Oberpfalz (Standort) | Archäologische Befunde des Mittelalters und der frühen Neuzeit im Bereich der profanierten Kirche St. Johannes in Wissing, darunter die Spuren von Vorgängerbauten bzw. älterer Bauphasen.           | D-3-6835-0092 |      |
| Wissing Seubersdorf in der Oberpfalz (Standort) | Abschnittsbefestigung vor- und frühgeschichtlicher Zeitstellung. | D-3-6835-0153 |      |